# Augustenthal
Augustenthal ist die Bezeichnung eines Stadtteils im statistischen Bezirk 09 (Brüninghausen / Augustenthal) der Kreisstadt Lüdenscheid im westlichen Sauerland, Nordrhein-Westfalen. Der Ortsteil und der statistische Bezirk liegen im Osten des Stadtgebietes im Tal der Verse. Seit 2010 wird auch der nordöstlich gelegene Stadtteil Trempershof mit zum statistischen Bezirk 09 (Brüninghausen / Augustenthal) gezählt. Zur anderen Seite hin schließt sich im Westen der Nachbarstadtteil Wettringhof an.

## Geschichte
Die im Volksmund genannte Kleinbahn "Schnurre" der Kreis Altenaer Eisenbahn trug einen erheblichen Teil zur Entwicklung des Ortsteils bei. Sie verband durch das Versetal die beiden Industriestädte Lüdenscheid und Werdohl miteinander und sorgte dafür, dass sowohl Personen wie auch Waren leichter nach Augustenthal transportiert werden konnten. Außerdem befand sich in Augustenthal der Abzweig von der Kleinbahn zur Fa. Plate in Brüninghausen. Die Rolle als Transportweg wurde nach der Einstellung der Kleinbahn zum Großteil von der Bundesstraße 229 übernommen.

## Infrastruktur
Die Struktur des Stadtteils ist vor allem durch viele freistehende Einfamilienhäuser geprägt. Im Verlauf des weiteren Stadtteils entstanden auch einige Mehrfamilienhäuser. Viele der Häuser wurden in den letzten Jahren aufwendig saniert. Durch die Folgen des demografischen Wandel und die dezentrale Lage hat der Stadtteil in den letzten Jahren viele Einwohner verloren.
Das Gebäude des ehemaligen Jugendtreff von Augustenthal ist momentan ungenutzt. An der Werdohler Landstraße 282 gibt es mehrere Tennisplätze des „Turnverein Augustenthal e. V.“. Die nächstgelegenen Kindergärten befinden sich in den nahegelegenen Stadtteilen Brüninghausen und Wettringhof.
Die nächsten Einzelhandelsgeschäfte befinden sich an der Worth in Lüdenscheid. Im Stadtteil sowie in der Umgebung befinden sich zahlreiche Industrie- und Gewerbebetriebe. Eine der Firmen am Rande von Augustenthal hat seine Produktionsfläche durch einen Neubau Ende 2007 verdoppelt.

## Verkehrsanbindung

### Bahnverkehr
Die nächstliegenden Bahnhöfe sind der Bahnhof Lüdenscheid und der Bahnhof Werdohl. Beide sind per Auto oder Bus in wenigen Fahrminuten gut erreichbar.

### Busverkehr
Die Buslinien 61 und 243 (Schulbuslinie) der Märkischen Verkehrsgesellschaft (MVG) gewähren eine regelmäßige Anbindung an die Innenstadt von Lüdenscheid und an Werdohl sowie an die umliegenden Stadtteile.
Wichtige Bushaltestellen in dem Stadtteil sind: „Oberaugustenthal“, „Schmittehahn“, „Abzw. Brüninghausen“, „Augustenthal“ und „Kattenhahn“.

### Straßenverkehr
Die Anbindung an das Bundesautobahnnetz erfolgt über die nahegelegenen Abfahrten Nr. 14 Lüdenscheid und Nr. 15 Lüdenscheid-Süd der Bundesautobahn 45. Die A 45 selbst führt Richtung Norden nach Hagen und Dortmund sowie in Richtung Süden nach Siegen, Wetzlar, Gießen und Frankfurt am Main. Eine weitere Alternativanschlussstelle ist die Abfahrt Nr. 13 Lüdenscheid-Nord der A 45. Auch die B 229 verläuft mitten durch Augustenthal. Parkplätze innerhalb von Augustenthal sichern den Autofahrern Parkmöglichkeiten zu.